# Signalpistol m/18-65
Signalpistol m/18-65 är en signalpistol som har använts inom den svenska Försvarsmakten. Den används för att ge överenskomna ljussignaler, till exempel från de främsta infanteriförbanden till artilleriet. Den kan också användas för riktningsanvisningar och för belysning av terräng. Vid lysskjutning bör vapnet riktas med minst 45° elevation så att lyskropparna brinner ut innan de når marken.

## Ammunition
Patronerna kan skiljas åt genom att de är olika långa och har olika färgmönstring. Signalpatronerna har dessutom känselmarkering.

## Laddning
Redan innan patronen förs in i loppet skall pistolen riktas i skjutriktningen eller annan ofarlig riktning.
1. För undan låsbygeln.
2. Fäll fram pipan.
3. Rikta pistolen i skjutriktningen.
4. Stick in en patron i pipan.
5. Fäll tillbaka pipan.
6. Vapnet är klart för avfyrning.